# Trichophyton pedis
Trichophyton pedis är en svampart som beskrevs av M. Ota 1922. Trichophyton pedis ingår i släktet Trichophyton och familjen Arthrodermataceae.   Inga underarter finns listade i Catalogue of Life.